# Hemiceras vinosa
Hemiceras vinosa är en fjärilsart som beskrevs av Paul Dognin 1923. Hemiceras vinosa ingår i släktet Hemiceras och familjen tandspinnare. Inga underarter finns listade i Catalogue of Life.